# Phytoecia cylindrica
Phytoecia cylindrica là một loài bọ cánh cứng trong họ Cerambycidae.

## Hình ảnh

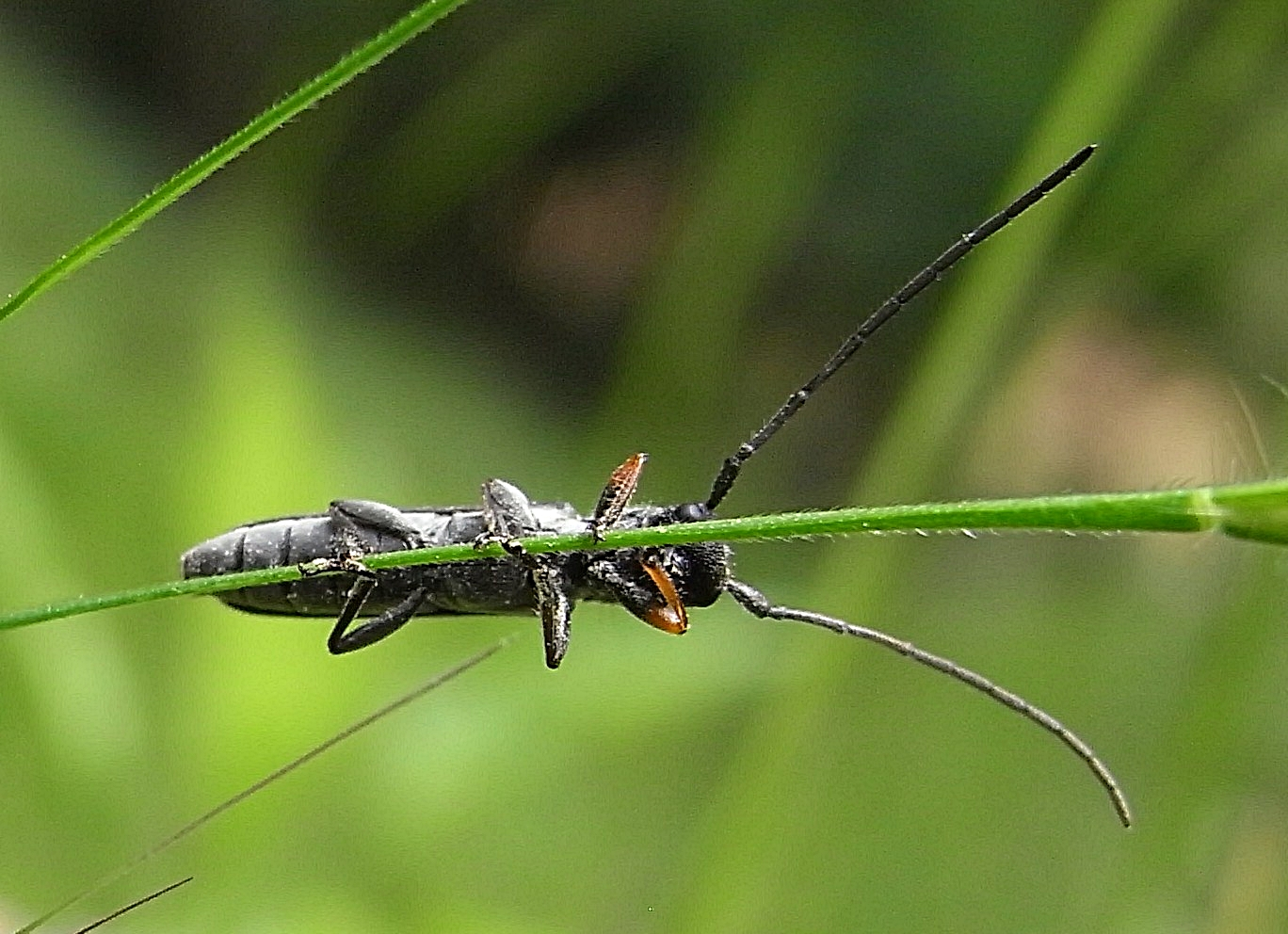
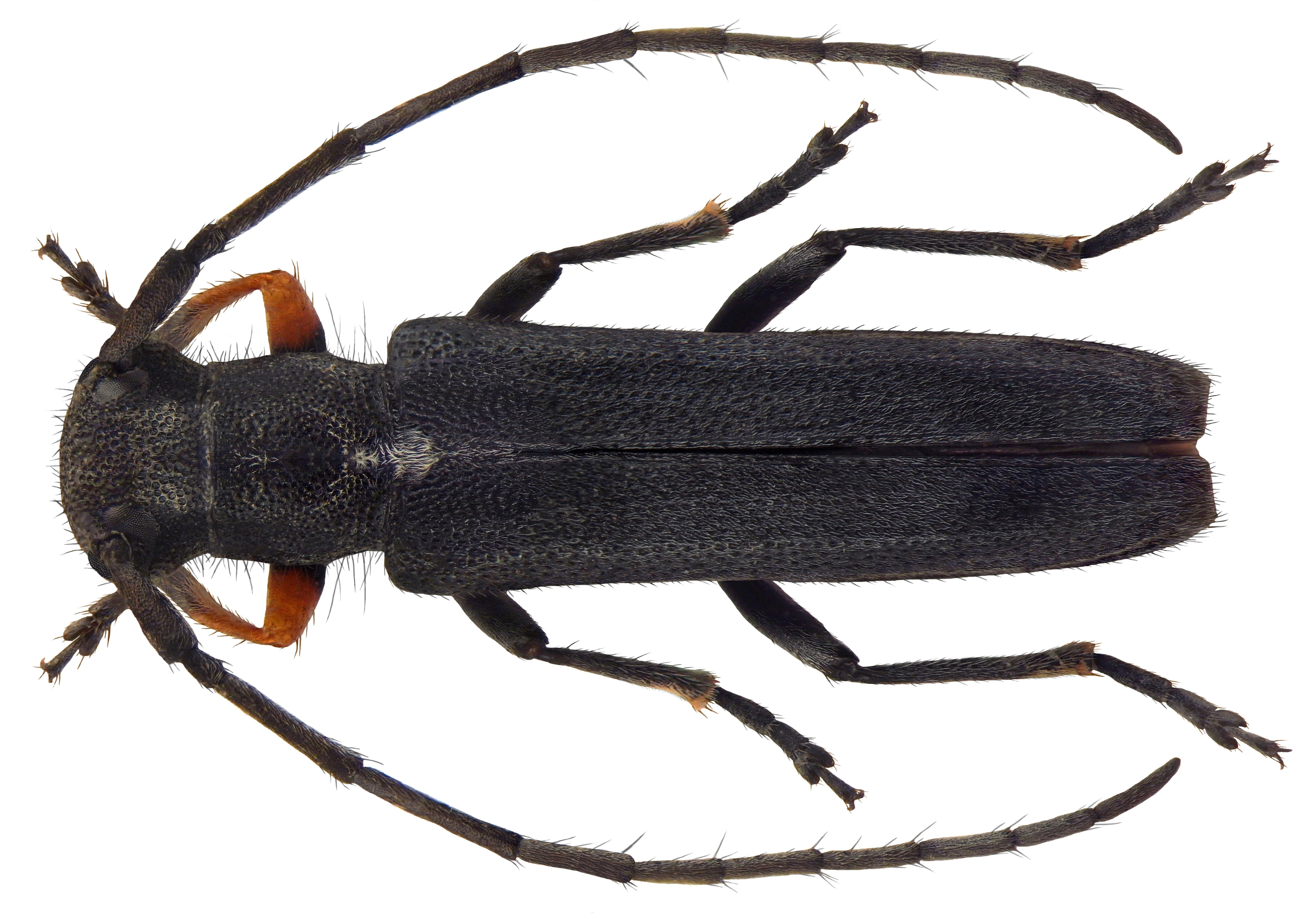
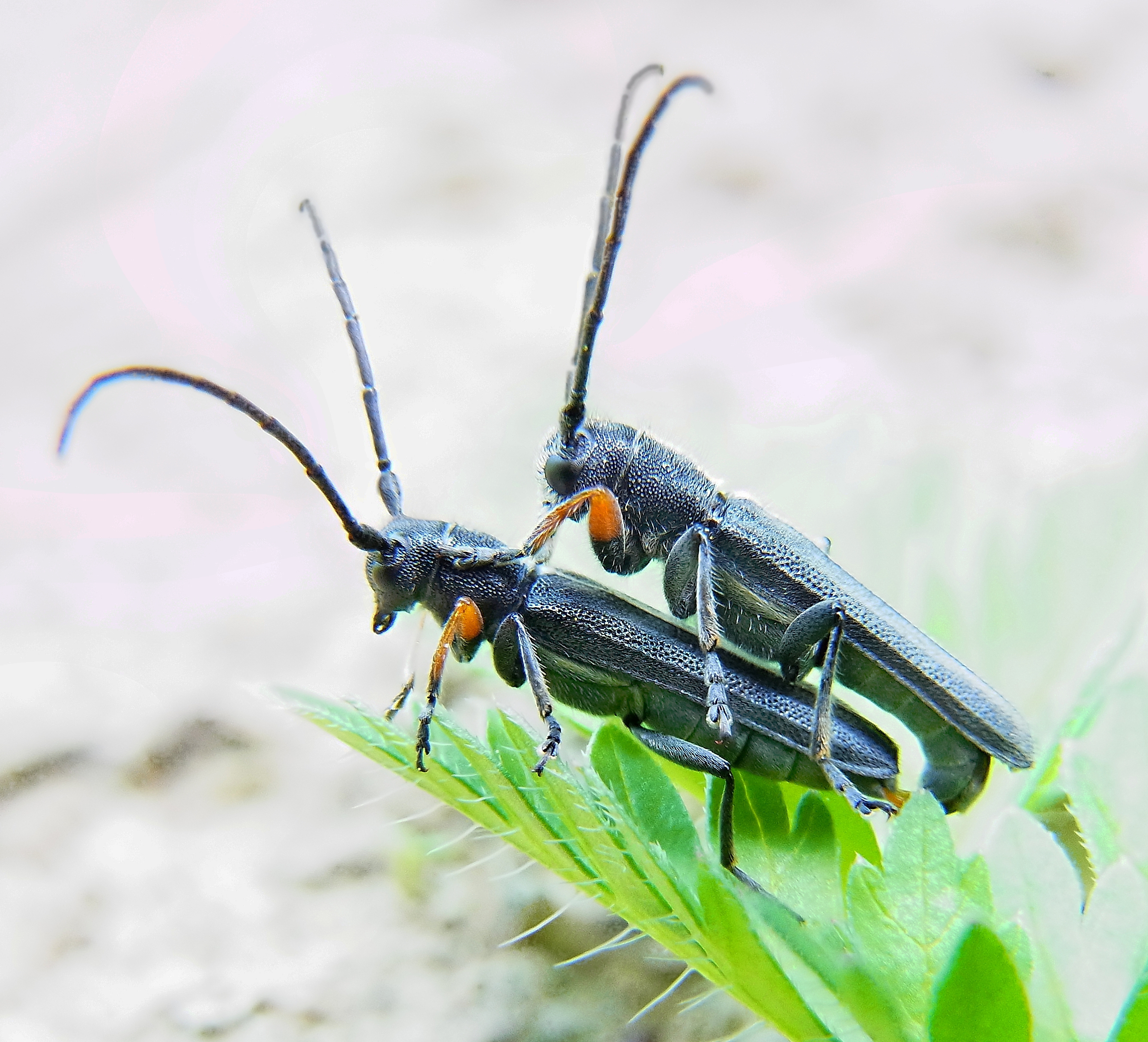
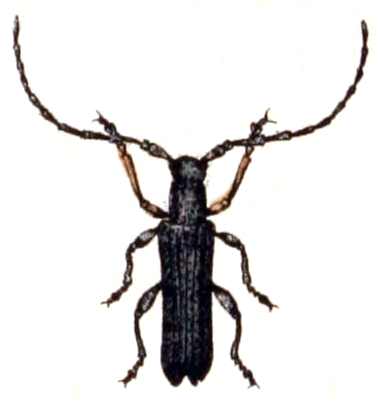